# Pierre Droulers
Pour les articles homonymes, voir Droulers.
 (décembre 2018).
Pierre Droulers, né le 5 juillet 1951 à La Madeleine dans le Nord, est un danseur et chorégraphe franco-belge, fils du peintre Robert Droulers.

## Biographie
Pierre Droulers est issu de l'école Mudra dirigée par Maurice Béjart. Il poursuit sa formation en Pologne avec Jerzy Grotowski, puis à Paris avec Bob Wilson. Lors d'un séjour à New York en 1978, il découvre le travail de Steve Paxton, dont il s'inspirera par la suite. Il s'installe ensuite en Belgique pour créer ses premières pièces. De 1986 à 1989, il danse pour Anne Teresa De Keersmaeker (notamment dans Ottone Ottone) et Michèle Anne De Mey.
En 1992, il reçoit l'Ève du Théâtre du meilleur spectacle de danse.
Du 1er juillet 2005 à 2017, il est l'un des directeurs du Centre chorégraphique Charleroi/Danses.

## Principales créations
- 1976 : Dispersion
- 1977 : Désert
- 1978 : Hedges
- 1979 : Hedges solo sur une musique du saxophoniste Steve Lacy
- 1980 : Tao en collaboration avec Sherryl Sutton
- 1982 : Tips
- 1983 : Pieces for Nothing
- 1983 : La Jetée
- 1984 : Miserere
- 1985 : Midi Minuit
- 1986 : Face à face en collaboration avec Michèle Anne De Mey
- 1991 : Remains
- 1991 : Comme si on était leurs petits poucets
- 1993 : Jamais de l'abîme
- 1995 : Mountain/Fountain
- 1996 : De l'air et du vent en collaboration avec Ann Veronica Janssens
- 1997 : Petites formes
- 1998 : Multum in parvo
- 2000 : MA
- 2001 : Sames
- 2004 : Inouï
- 2007 : Flowers
- 2008 : All in All pour le ballet de l'Opéra de Lyon
- 2009 : Walk Talk Chalk